# Серце матері (фільм, 1965)
«Серце матері» (рос. «Сердце матери») — радянський художній фільм 1965 року, знятий на Кіностудії ім. М. Горького. Перший фільм дилогії про родину Ульянових, знятий на основі однойменної книги Зої Воскресенської.

## Сюжет
Дія фільму відбувається в 1884—1890 роках в сім'ї Ульянових. У фільмі відтворено образ матері Володимира Ілліча Леніна — Марії Олександрівни, яка мужньо пережила всі негаразди, які випали на її долю. Будучи жінкою із заможної сім'ї, представницею російської освіченої інтелігенції, вона зуміла зрозуміти своїх дітей — революціонерів і до кінця свого життя залишалася їх найближчим другом. Життя Марії Олександрівни було надзвичайно важким. У 1886 році помирає голова сім'ї Ілля Миколайович — сподвижник російської освіти. Тепер на ній одній вся тяжкість турботи про дітей. Тільки-но оговталася Марія Олександрівна від цього удару, як її наздоганяє нове горе — арешт і страта старшого сина Олександра. Вона сидить в залі серед безлічі людей і не бачить нікого і нічого, крім свого сина, оточеного вартою. І він теж бачить тільки її, тільки до неї звернені його останні слова. У них — прохання пробачити, зрозуміти, що не міг він вчинити інакше. І він, коханий, талановитий, безрозсудний в своїй відчайдушної сміливості, втрачений для неї назавжди! Після страти Олександра арештована і заслана Анна, вмирає від важкої хвороби Оленька, за участь у студентських заворушеннях потрапляє під поліцейський нагляд Володимир. Хоча матері пророкують для її сина Володимира «блискучу кар'єру» присяжного повіреного… І знову Ульяновим довелося міняти місце проживання. Разом з дітьми Марія Олександрівна переїхала до Самари. Вона шиє на ручній машинці, а з сусідньої кімнати доносяться суперечки учасників нелегального гуртка. І матері здається, що знову вона чує мову страченого Олександра: «Серед російського народу завжди знайдеться десяток людей, які настільки віддані своїм ідеям і настільки гаряче співчувають нещастю своєї батьківщини, що для них не проблема померти за свою справу…» Померти за свою справу — ось що їм загрожує! І мати приймає рішення: вона піде з дітьми, буде для них опорою, а не перешкодою. Адже, яким би небезпечним був шлях її дітей, іншого для них і не може бути. Осінь 1893 року. Молодий Ленін переїжджає в Петербург, назустріч великим класовим битвам… А мати, за словами В. І. Леніна, «вірний однодумець» своїх дітей, що стали професійними революціонерами, завжди буде з ними, навіть в розлуці…

## У ролях
- Олена Фадєєва —  Марія Олександрівна Ульянова
- Данило Сагал —  Ілля Миколайович Ульянов
- Ніна Меньшикова — Анна Іллівна Ульянова
- Геннадій Чортов — Олександр Ілліч Ульянов
- Родіон Нахапетов —  Володимир Ілліч Ульянов
- Ніна Акімова —  Ольга Іллівна Ульянова]]
- Андрій Богословський — Дмитро Ілліч Ульянов в дитинстві
- Юрій Соломін — Дмитро Ілліч Ульянов
- Ольга Ізгородіна — Марія Іллівна Ульянова в дитинстві
- Світлана Балашова — Марія Іллівна Ульянова
- Георгій Епіфанцев — Марк Тимофійович Єлізаров
- Всеволод Сафонов —  Іван Володимирович Іщерський, художник
- Федір Нікітін —  Неклюдов, прокурор
- Віктор Мизін —  Горчилін
- Володимир Осенєв —  міністр освіти
- Микола Ашихмін —  Пашка Осьміхін
- Віталій Чуркін —  Федько
- Віктор Салін —  Льонька
- Манефа Соболевська —  дама на похоронах
- Маргарита Жарова —  співає баба
- Євген Гуров —  член суду
- Дмитро Орловський —  викладач гімназії
- Костянтин Барташевич —  епізод
- Меркур'єв Петро —  ув'язнений

## Знімальна група
- Автор сценарію:  Зоя Воскресенська,  Ірина Донська
- Режисер: Марк Донськой
- Оператор:  Михайло Якович
- Художник:  Борис Дуленков